# Andrena pullipennis
Andrena pullipennis là một loài Hymenoptera trong họ Andrenidae. Loài này được Alfken mô tả khoa học năm 1931.